# サイボーズ
もしかして
- サイボウズ

ではありませんか？